# Alphabeat
Alphabeat es una banda danesa de pop, que firmó con Polydor Records. Su sencillo "Fascination" fue su mayor sencillo en Dinamarca durante el verano de 2007 y un éxito significativo en el Reino Unido en 2008. Su siguiente sencillo "10.000 Nights of Thunder" (o solamente "10,000 Nights" en el Reino Unido) llegó al puesto #1 en Dinamarca, y su álbum debut  alcanzó el puesto #2 en Dinamarca y el puesto #10 en el Reino Unido. Ha vendido más de 100.000 copias y sus sencillos han vendido en la región cerca de 400.000 copias en total.

## Discografía
- This is Alphabeat (2007)
- The Spell (2009)
- Express Non-Stop (2012)